# Adolf Ott
Pour les articles homonymes, voir Ott.
Adolf Hermann Ott (né le 29 décembre 1904 à Waidhaus et mort le 10 octobre 1973 à Inzell) est un SS-Obersturmbannführer. Il est surtout connu pour sa participation à la Shoah, du 15 février 1942 à janvier 1943 en tant que chef du Sonderkommando 7b de l'Einsatzgruppe B en Russie et en Biélorussie.

## Biographie
Ott fréquente l'école de Lindau de 1910 à 1922. Le 1er septembre 1922, il rejoint le NSDAP (numéro de membre 2 433). En 1931, il rejoint la SS (SS n° 13.294). Après 1933, il devient employé du Deutsche Arbeitsfront (DAF, Front allemand du travail) à Lindau. Dès 1935, il travaille à plein temps pour le Sicherheitdienst (SD) dans le Wurtemberg.
Le 30 janvier 1941, il est promu Obersturmbannführer.
En février 1942, il succède à Günther Rausch en tant que commandant du Sonderkommando 7b. Au cours des onze mois suivants, Ott organise entre 80 et 100 meurtres de masse de civils dans la région de Briansk.
Lors du procès des Einsatzgruppen de Nuremberg en 1947, il justifie les meurtres de masse en affirmant que les victimes étaient des partisans et des saboteurs. Interrogé par le juge président Michel Musmanno sur ce qui est arrivé aux prisonniers juifs, Ott répond : « Conformément à l'ordre du Führer, tous les Juifs ont été abattus ».
Ott est condamné à mort en 1948, gracié à la réclusion à perpétuité en 1951. En mai 1958, Ott est libéré de la prison de Landsberg.